# Danyuan Yingzhen
Danyuan Yingzhen (chiń. 耽源應真; pinyin Dānyuán Yìngzhēn; kor. 탐원응진 T’amwŏn Ŭngjin; jap. Tangen Ōshin; wiet. Đam Nguồn Ứng Chân; ur. VIII wiek, zm. IX wiek) – chiński mistrz chan z południowej szkoły chan.

## Życiorys
Początkowo należał do szkoły niutou, w której był uczniem Niutou Huizhonga.
Następnie został uczniem i służącym mistrza chan Nanyanga Huizhonga. Po osiągnięciu oświecenia i otrzymania przekazu Dharmy mistrza, nauczał na górze Danyuan w Qizhou. Jego uczniem był m.in. Yangshan Huiji, który pod jego kierunkiem osiągnął pierwsze oświecenie.
Kiedy mistrz chan Yingzhen z góry Danyuna w Qizhou służył jako służący dla Narodowego Nauczyciela Huizhonga, pewnego dnia Narodowy Nauczyciel siedział na podwyższeniu w sali Dharmy. Gdy Danyuan wszedł, Narodowy Nauczyciel opuścił jedną stopę. Kiedy Danyuan zobaczył to, natychmiast wyszedł. Po chwili powrócił do sali.
Narodowy Nauczyciel powiedział: „Co to było, kiedy wszedłeś przed chwilą?”
Danyuan powiedział: „Do kogo to mówisz?”
Narodowy Nauczyciel powiedział: „Pytam ciebie.”
Danyuan powiedział: „Gdzie mnie widziałeś?”
Następnego dnia Danyuan przyniósł bambusowy koszyk do pokoju opata.
Narodowy Nauczyciel spytał: „Co przyniosłeś w koszyku?”
Danyuan powiedział: „Zielone śliwki.”
Narodowy Nauczyciel powiedział: „Dlaczego je przyniosłeś?”
Danyuan powiedział: „Aby dostarczyć ci pomocy.”
Narodowy Nauczyciel powiedział: „Czy one są dobre, skoro są zielone?”
Danyuan powiedział: „Ja po prostu daję je jako ofiarę.”
Narodowy Nauczyciel powiedział: „Budda nie akceptuje wspierania.”
Danyuan powiedział: „Kiedy robię coś takiego jak to, dlaczego ty działasz w ten sposób?”
Narodowy Nauczyciel powiedział: „Ja nie wspieram.”
Danyuan powiedział: „Dlaczego?”
Narodowy Nauczyciel powiedział: „Nie mam żadnych owoców.”
Magu spytał: „Czy Guanyin o Dwunastu Twarzach jest święta czy nie?”
Danyuan powiedział: „Jest.”
Magu nagle klepnął Danyuana w uszy.
Danyuan powiedział: „Nie wyobrażałem sobie, że osiągnąłeś ten stan.”
Występuje w przypadkach 18 z Biyan lu, 85 z Congrong lu i w 17 z Bezbramnej bramy.

## Linia przekazu Dharmy zen
Pierwsza liczba oznacza kolejność pokoleń mistrzów od 1 Patriarchy indyjskiego Mahakaśjapy.
Druga liczba oznacza kolejność pokoleń od 28/1 Bodhidharmy, 28 Patriarchy Indii i 1 Patriarchy Chin.
- 28/1. Bodhidharma (zm. ok. 543)
  - 29/2. Dazu Huike (487–593)
    - 30/3. Jianzhi Sengcan (zm. 606)
      - 31/4. Dayi Daoxin (579–651)
        - 32/5. Daman Hongren (601–674)
          - 33/6. Dajian Huineng (638–713)
            - 34/7. Nanyang Huizhong (675–775)
              - 35/8. Danyuan Yingzhen (bd)